# ملكة الثلج
ملكة الثلج (بالدنماركية: Snedronningen) قصة خرافية للكاتب هانس كريستيان أندرسن نشرت في 21 ديسمبر 1844، تركز على الصراع بين الخير والشر التي يعاني منها بطلا القصة جيردا وكاي، تعتبر واحدة من أطول وأكثر القصص أندرسن استحسانًا من قبل النقاد والقراء، وكثيراً ما أُعيد نشرها وطباعتها كقصص مصورة للأطفال.